# Arroio do Tigre
Arroio do Tigre is een gemeente in de Braziliaanse deelstaat Rio Grande do Sul. De gemeente telt 13.208 inwoners (schatting 2009).

## Verkeer en vervoer
De plaats ligt aan de weg BR-481.